# Balantak jezik
Balantak jezik (ISO 639-3: blz), austronezijski jezik istočnocelebeske skupine, kojim govori oko 30 000 ljudi (2000 SIL) u središnjem dijelu istočnog Celebesa. Govori se u 49 sela, u nekima djelomično. Kao drugim jezikom njime se služe i pripadnici susjednih etničkih skupina. Uči se i u osnovnim školama.
Zajedno s jezikom banggai [bgz] čini istočnu saluansko-bangajsku podskupinu.

## Vanjske poveznice
- Ethnologue (14th)
- Ethnologue (15th)